# هلیوتروپیوم
'هلیوتروپیوم' گونه‌های این جنس (Heliotrupium L) در ایران به صورت وحشی وجود دارد و بعضی از گونه‌های آن به عنوان گیاه زینتی کشت می‌شوند. این جنس از قبیله هلیوتروپیواُیده از تیره گاوزبانیان و از راسته پُلِمونیل بوده . تخمدان غیر منقسم یا چهارپر ، میوه دارای 2 تا 4 فندقه است . از این جنس حدود پنجاه گونه در ایران رویش دارد . از گونه‌های آن می‌توان:
- آفتاب پرست : Heliotropium denticulatum را نام برد [۲]

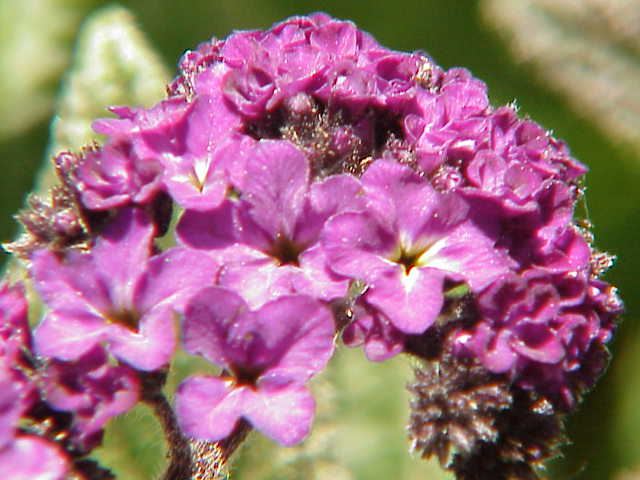
آفتاب پرست